# ポール・テイラー (格闘家)
ポール・テイラー（Paul Taylor、1979年12月15日 - ）は、イギリスの男性総合格闘家。イングランド・ウェストミッドランズ州ウォルソール出身。チーム・シュプリーム所属。

## 来歴
総合格闘技に転向する前はキックボクシングで活躍し、WPKCの王座を獲得する一方、大工として生計を立てていた。
2002年9月7日、Cage Rageの第1回大会でプロ総合格闘技デビューを果たし、マット・エウィンと引き分けた。

### UFC
2007年にはUFCと契約を交わし、4月21日に地元イギリスで5年振りに開催されたUFC 71で初出場。エジベルト・クロコタに3ラウンドTKO勝利を収める。9月8日にはUFC 75に出場するも、マーカス・デイヴィスに腕ひしぎ十字固めで一本負け、UFC初敗戦となるもファイト・オブ・ザ・ナイトを受賞した。
2008年1月19日、UFC 80で同郷出身のポール・ケリーと対戦し、判定負けに終わる（ファイト・オブ・ザ・ナイトを受賞）。6月7日、UFC 85でジェス・リアウディンに2-1の判定勝利。10月18日、UFC 89でベテラン選手クリス・ライトルに判定負けを喫するも、ファイト・オブ・ザ・ナイトを受賞した。
2009年6月13日、ドイツ初開催となったUFC 99で地元出身のペーター・ソボッタに3-0の判定勝ちを収め、UFC3勝目を挙げた。11月14日、UFC 105でジョン・ハザウェイとの同国人対決は0-3の判定負けとなった。
2010年10月23日、ライト級転向初戦となったUFC 121でサム・スタウトと対戦し、1-2の判定負けを喫した。
2011年2月5日、UFC 126でゲイブ・ルーディジャーと対戦し、左ハイキックによるKO勝ちを収めた。
2013年9月19日、イギリスで開催されるUFC Fight Night: Machida vs. Munozでアンソニー・ヌジョクアニと対戦予定だったが、負傷で引退を表明した。

## 戦績
| 総合格闘技 戦績 | 総合格闘技 戦績 | 総合格闘技 戦績 | 総合格闘技 戦績 | 総合格闘技 戦績 | 総合格闘技 戦績 | 総合格闘技 戦績 |
| --------------- | --------------- | --------------- | --------------- | --------------- | --------------- | --------------- |
| 19 試合         | (T)KO           | 一本            | 判定            | その他          | 引き分け        | 無効試合        |
| 11 勝           | 6               | 2               | 3               | 0               | 1               | 1               |
| 6 敗            | 0               | 2               | 4               | 0               | 1               | 1               |

| 勝敗 | 対戦相手                   | 試合結果                             | 大会名                                      | 開催年月日     |
| ○    | ゲイブ・ルーディジャー     | 2R 1:42 KO（左ハイキック）           | UFC 126: Silva vs. Belfort                  | 2011年2月5日   |
| ×    | サム・スタウト             | 5分3R終了 判定1-2                    | UFC 121: Lesnar vs. Velasquez               | 2010年10月23日 |
| ×    | ジョン・ハザウェイ         | 5分3R終了 判定0-3                    | UFC 105: Couture vs. Vera                   | 2009年11月14日 |
| ○    | ペーター・ソボッタ         | 5分3R終了 判定3-0                    | UFC 99: The Comeback                        | 2009年6月13日  |
| ×    | クリス・ライトル           | 5分3R終了 判定0-3                    | UFC 89: Bisping vs. Leben                   | 2008年10月18日 |
| ○    | ジェス・リアウディン       | 5分3R終了 判定2-1                    | UFC 85: Bedlam                              | 2008年6月7日   |
| ×    | ポール・ケリー             | 5分3R終了 判定0-3                    | UFC 80: Rapid Fire                          | 2008年1月19日  |
| ×    | マーカス・デイヴィス       | 1R 4:14 腕ひしぎ十字固め             | UFC 75: Champion vs. Champion               | 2007年9月8日   |
| ○    | エジベルト・クロコタ       | 3R 0:37 TKO（右ハイキック→パウンド） | UFC 70: Nations Collide                     | 2007年4月21日  |
| －   | チェ・ミルズ               | 1R 2:37 無効試合                     | Cage Rage Contenders 3                      | 2006年11月12日 |
| ○    | ポール・ジェンキンス       | 1R 1:08 KO（パンチ連打）             | Road to Tokyo                               | 2006年10月15日 |
| ×    | 佐々木有生                 | 1R 腕ひしぎ十字固め                  | Pain and Glory 2006                         | 2006年5月6日   |
| ○    | ジョナス・マジャウスカス   | 1R 0:53 TKO                          | Walsall Fight Night                         | 2006年3月5日   |
| ○    | ゼルグ・"弁慶"・ガレシック | 3R 1:42 TKO（パンチ連打）            | Urban Destruction 1                         | 2005年4月10日  |
| ○    | カール・モーガン           | 3R チキンウィングアームロック        | Cage Fighting Championships 3: Cage Carnage | 2005年3月6日   |
| ○    | ダーン・クーイマン         | 1R TKO                               | Cage Fighting Championships 2: Cage Carnage | 2004年11月14日 |
| ○    | ジョン・フレミング         | 1R フロントチョーク                  | Pain and Glory                              | 2004年4月24日  |
| ○    | ジェス・リアウディン       | 5分3R終了 判定3-0                    | Cage Rage 2                                 | 2003年2月22日  |
| △    | マット・エウィン           | 引き分け                             | Cage Rage 1                                 | 2002年9月7日   |

## 表彰
- UFC ファイト・オブ・ザ・ナイト（3回）